# 엔리코 베티
엔리코 베티(이탈리아어: Enrico Betti, 1823년 10월 21일~1892년 8월 11일)는 이탈리아의 수학자이다. 1871년에 베티 수에 대한 논문을 발표하였다.

## 같이 보기
- 베티 수